# Barail Range
Barail Range är en bergskedja i Indien. Den ligger i den östra delen av landet, 1 600 km öster om huvudstaden New Delhi.